# Arthur's Town
Arthur's Town est une ville des Bahamas.